# Відновник
Відно́вник — хімічна сполука, до складу якої входять атоми, що під час хімічної реакції віддають електрони, тобто є донорами електронів.
Як відновник можуть використовуватись найрізноманітніші речовини. Електрохімічне відновлення дає змогу на катоді відновлювати практично будь-які речовини в розчині чи розплаві.
Метали проявляють в своїх сполуках тільки додатну окисленість, усі вільні метали здатні, хоч і різною мірою проявляти тільки відновлювальні властивості. Неметали можуть проявляти додатну та від'ємну окисленість. Сполуки, в яких неметал має від'ємну окисленість є відновниками, але ними також можуть бути сполуки з неметалом з додатною окисленістю за умов, що є ще вища. Наприклад, сірководень та сульфіди завжди є відновниками, діоксид сірки та сульфіти теж можуть бути відновниками, окиснюючись до сульфатної кислоти або сульфатів.
Як відновники застосовують такі речовини, як алюміній, алюмогідрид літію, борогідрид натрію, водень, вуглець (вугілля чи кокс), гідрохінон, диборан, монооксид вуглецю, пірокатехін, трифенілфосфін.